# Sidusa dominicana
Espèce
Sidusa dominicana est une espèce d'araignées aranéomorphes de la famille des Salticidae.

## Distribution
Cette espèce est endémique de la Dominique.

## Description
La femelle holotype mesure 4,8 mm.

## Publication originale
- Petrunkevitch, 1914 : Attidae of the Yale Dominica Expedition. Journal of The New York Entomological Society, vol. 22, p. 329-331 (texte intégral).